# Dwayne Burno
Dwayne Burno (10. června 1970 Filadelfie – 28. prosince 2013 New York) byl americký jazzový kontrabasista. Jeho matka byla klavíristka. Hudbě se profesionálně začal věnovat v roce 1989, kdy začal hrát se saxofonistou Donaldem Harrisonem, brzy poté přešel k Jessemu Davisovi a v roce 1990 začal hrát se zpěvačkou Betty Carter. Po roce a půl členství v její kapele odešel a začal hrát s různými hudebníky jako sideman a rovněž rozvíjel svou kariéru jako leader vlastního tělesa. Během své kariéry spolupracoval s mnoha hudebníky, mezi které patří Herbie Hancock, Steve Turre, Mulgrew Miller, Wynton Marsalis nebo Freddie Hubbard. Zemřel v roce 2013 ve svých třiačtyřiceti letech na onemocnění ledvin.